# Facundo Espinosa
Facundo Gabriel Espinosa (Buenos Aires; 28 de abril de 1980) es un actor y músico argentino. Conocido por sus papeles en las telenovelas Mi familia es un dibujo, Campeones de la vida, Son amores, Los Roldán y Son de Fierro, y por protagonizar la película Sudor frío.

## Biografía
Nació en el barrio porteño de Liniers y estudió en la Escuela N.º 1 "De la Independencia Argentina" (donde fue compañero de Nicolás Cabré) y en la Escuela de Comercio N.º 32 "José León Suárez". Después vivió junto a su madre en Lomas del Mirador y asistió a la Escuela N.º 6 "José Félix Bogado" de Ramos Mejía del cual abandonó. 
Desde su infancia hasta su juventud también se dedicó al fútbol como arquero; empezó jugando baby fútbol en el club "Villa Luro Norte" e hizo las inferiores en Racing Club y hasta llegó a probarse en Vélez Sarsfield, pero no quedó por su altura (1,72 m).
Tuvo un breve paso por la escuela de teatro de Raúl Serrano, donde fue formado por Helena Nesis.
Durante un tiempo vivió en La Paternal donde tenía un estudio de grabación y sala de ensayo para bandas independientes llamado La Pucha.

## Carrera

### Cine y televisión
Comenzó su carrera televisiva a los 9 años en Clave de Sol y tuvo su primer papel estable a los 10 años interpretando a Federico en la telenovela infantil El árbol azul, de coproducción internacional.
En sus primeros años en la televisión apareció esporádicamente en programas como: Flavia, corazón de tiza, Los Libonatti, Zona de riesgo, Diosas y reinas, El club de los baby sitters, Grande, pa!!!, Marco, el candidato, Peor es nada, Amigos son los amigos, Son de diez y La nena. 
En 1995 participa de la tira infantil Amigovios emitida por Canal 13, como el hermano de mayor de Guille (Leandro López). En el año 1996 vuelve a formar parte de un elenco estable con Mi familia es un dibujo, serie de televisión emitida por Telefe, como el hermano mayor de la familia. 
Sin embargo, alcanza un mayor éxito en el año 1999 cuando se integra durante dos temporadas a la telenovela Campeones de la vida de Pol-ka Producciones con el papel de Federico, el hijo adicto a las drogas de Clarita (Soledad Silveyra).
En 2001 participa de la telenovela El sodero de mi vida, como el primer novio de Romina Muzzopappa (Dolores Fonzi).
Durante dos temporadas también en Pol-ka Producciones actuó en la telenovela Son Amores interpretando a Coco, la pareja de Valeria Marquesi (Florencia Bertotti). Además compone el tema musical "Yo se" que es interpretado por Martín Marquesi, uno de los personajes principales de la tira. Mientras que en 2004 es convocado por Marcelo Tinelli para ser parte del elenco protagonista de Los Roldán interpretando a Leo Roldán.
En 2006 formó parte del elenco de la fallida telenovela Gladiadores de Pompeya de Underground Contenidos, y coprotagoniza dos capítulos de Mujeres asesinas (Pol-ka Producciones) y un capítulo de Al límite (Endemol).
En 2007 vuelve a las tiras de Pol-ka Producciones con el rol de Amadeo en Son de Fierro. Y también participa en uno de los episodios de Los cuentos de Fontanarrosa, junto a Ulises Dumont y Tina Serrano. 
Desde 2009 actúa esporádicamente en televisión dondo ha participado en algunos capítulos de las telenovelas Valientes y Ciega a citas y en los unitarios Dromo, Decisiones de vida y Maltratadas.
Incursionó en cine por primera vez en 1998 cuando fue llevada a la pantalla grande la serie Mi familia es un dibujo como Dibu: la película. A los que siguieron participaciones en NS/NC, Diarios de motocicleta y Esperando la carroza 2. En 2010 logra su primer protagónico con Sudor frío.

### Música
En 2004 forma un grupo de rock llamado Loco Suelto, lanzando su primer disco en 2008 editado por el sello argentino Leader. 
En el primer corte de promoción y del cual realizaron un video musical, fue dirigido por Gabriel Condron y protagonizado por los actores Ricardo Darín, Roly Serrano, Eleonora Wexler y Ulises Dumont.
En 2004, en conjunto con la novela Los Roldán, produce el álbum musical que fue Disco de Oro en ventas en la Argentina y el álbum Viviendo urgente de Gabriel Carámbula. En el 2007, colabora con Patricia Sosa en su álbum Lija y terciopelo.
A principios de 2012 con Loco Suelto lanza su segundo álbum, pero con otra formación y estilo musical. En el disco participa Chizzo de La Renga.
En 2012 vuelve a formar una banda de rock bajo el nombre de Huachu. En octubre de 2015 lanzaron su álbum homónimo editado por el sello Pirca Records. 
Compositor
También ha compuesto música para películas (Sudor frío, Familia para armar), programas de televisión (Femenino masculino, Sangre Fría, Showmatch, Dromo, Botineras, Bienvenido Brian) y radio (Tarde negra, Negrópolis, Black & Toc) en conjunto con Fernando Monteleone; tecladista de Virus.

## Filmografía

### Cine
- Dibu: la película (1997) - Víctor Marzoa
- NS/NC (2002) - Marcos
- Diarios de motocicleta (2004) - Tomás Granado
- Esperando la carroza 2 (2009) - Rulo Musicardi
- Sudor frío (2011) - Román
- Condenados (2013)
- 8 Tiros (2016)
- 4 metros (2019) - Matías

### Televisión
- El árbol azul (Canal 13, 1991–1992) - Federico
- Zona de riesgo (Canal 13, 1993)
- ¡Grande, pá! Telefe (1994).
- Son de Diez (Canal 13, 1994) - Diego
- Amigovios (Canal 13, 1995) - Diego
- La Nena Canal 9 (1996).
- Mi familia es un dibujo (Telefe, 1996–1997) - Víctor Marzoa
- Verano del 98 (Telefe, 1998) - Luciano
- Campeones de la vida (Canal 13, 1999–2001) - Federico Ulloa
- Son amores (Canal 13, 2002–2004) - Coco
- Los Roldán (Telefe/Canal 9, 2004–2005) - Leonardo "Leo" Roldán
- Gladiadores de Pompeya (Canal 9, 2006) - Dante Villegas
- Mujeres asesinas  (Canal 13, 2006) - Lucas
- Los cuentos de Fontanarrosa: "Julito" (Canal 7, 2007) - Julito
- Son de Fierro (Canal 13, 2007–2008) - Amadeo
- Valientes (Canal 13, 2009) - Nicolás Ortega/Lisandro Sosa
- Bienvenido Brian (Canal 9, 2013) - Juan Manuel
- Todos comen (Canal 3, 2016) - Fernando
- Golpe al corazón (Telefe, 2017) - Leandro Zárate
- El marginal (TV Pública, 2021) - Enzo
- La 1-5/18 (Canal 13, 2021-2022) - Sergio

## Discografía

### ConLoco Suelto
- 2008 — Loco Suelto
- 2012 — Loco Suelto

### Con Huachu
- 2015 — Huachu

### Colaboraciones
- 2005: Viviendo urgente (de Gabriel Carámbula)
- 2007: Lija y terciopelo (de Patricia Sosa)
- 2012: Mente y Gravedad (de Impulso)
- 2012: Jurígeno (de Rock Nacional Jurídico)
- 2014: Perrodélico (de Pato Defectuoso)

## Premios
| Año  | Premio         | Categoría            | Título     | Resultado |
| ---- | -------------- | -------------------- | ---------- | --------- |
| 2002 | Premios Clarín | Revelación Masculina | Son amores | Ganador   |